# Laurens County (Georgia)
Das Laurens County ist ein County im Bundesstaat Georgia der Vereinigten Staaten. Der Verwaltungssitz (County Seat) ist Dublin, das nach der alten Heimat der Ehefrau von Jonathan Sawyer benannt wurde.

## Geographie
Das County liegt wenige Kilometer östlich des geographischen Zentrums von Georgia und hat eine Fläche von 2120 Quadratkilometern, wovon 16 Quadratkilometer Wasserfläche sind und grenzt im Uhrzeigersinn an folgende Countys: Johnson County, Treutlen County, Wheeler County, Dodge County, Bleckley County und Wilkinson County.

## Geschichte
Laurens County wurde am 10. Dezember 1807 aus Teilen des Wilkinson County und des Washington County gebildet. Benannt wurde es nach Colonel John Laurens, einem Soldaten und Staatsmann aus South Carolina während des Amerikanischen Unabhängigkeitskrieges.

## Demografische Daten
Laut der Volkszählung von 2010 verteilten sich die damaligen 48.434 Einwohner auf 18.641 bewohnte Haushalte, was einen Schnitt von 2,54 Personen pro Haushalt ergibt. Insgesamt bestehen 21.368 Haushalte.
70,1 % der Haushalte waren Familienhaushalte (bestehend aus verheirateten Paaren mit oder ohne Nachkommen bzw. einem Elternteil mit Nachkomme) mit einer durchschnittlichen Größe von 3,05 Personen. In 35,6 % aller Haushalte lebten Kinder unter 18 Jahren sowie in 26,3 % aller Haushalte Personen mit mindestens 65 Jahren.
28,4 % der Bevölkerung waren jünger als 20 Jahre, 24,1 % waren 20 bis 39 Jahre alt, 27,4 % waren 40 bis 59 Jahre alt und 20,0 % waren mindestens 60 Jahre alt. Das mittlere Alter betrug 38 Jahre. 47,6 % der Bevölkerung waren männlich und 52,4 % weiblich.
60,6 % der Bevölkerung bezeichneten sich als Weiße, 35,8 % als Afroamerikaner, 0,2 % als Indianer und 1,0 % als Asian Americans. 1,2 % gaben die Angehörigkeit zu einer anderen Ethnie und 1,2 % zu mehreren Ethnien an. 2,4 % der Bevölkerung bestand aus Hispanics oder Latinos.
Das durchschnittliche Jahreseinkommen pro Haushalt lag bei 33.632 USD, dabei lebten 27,7 % der Bevölkerung unter der Armutsgrenze.

## Kultur und Sehenswürdigkeiten

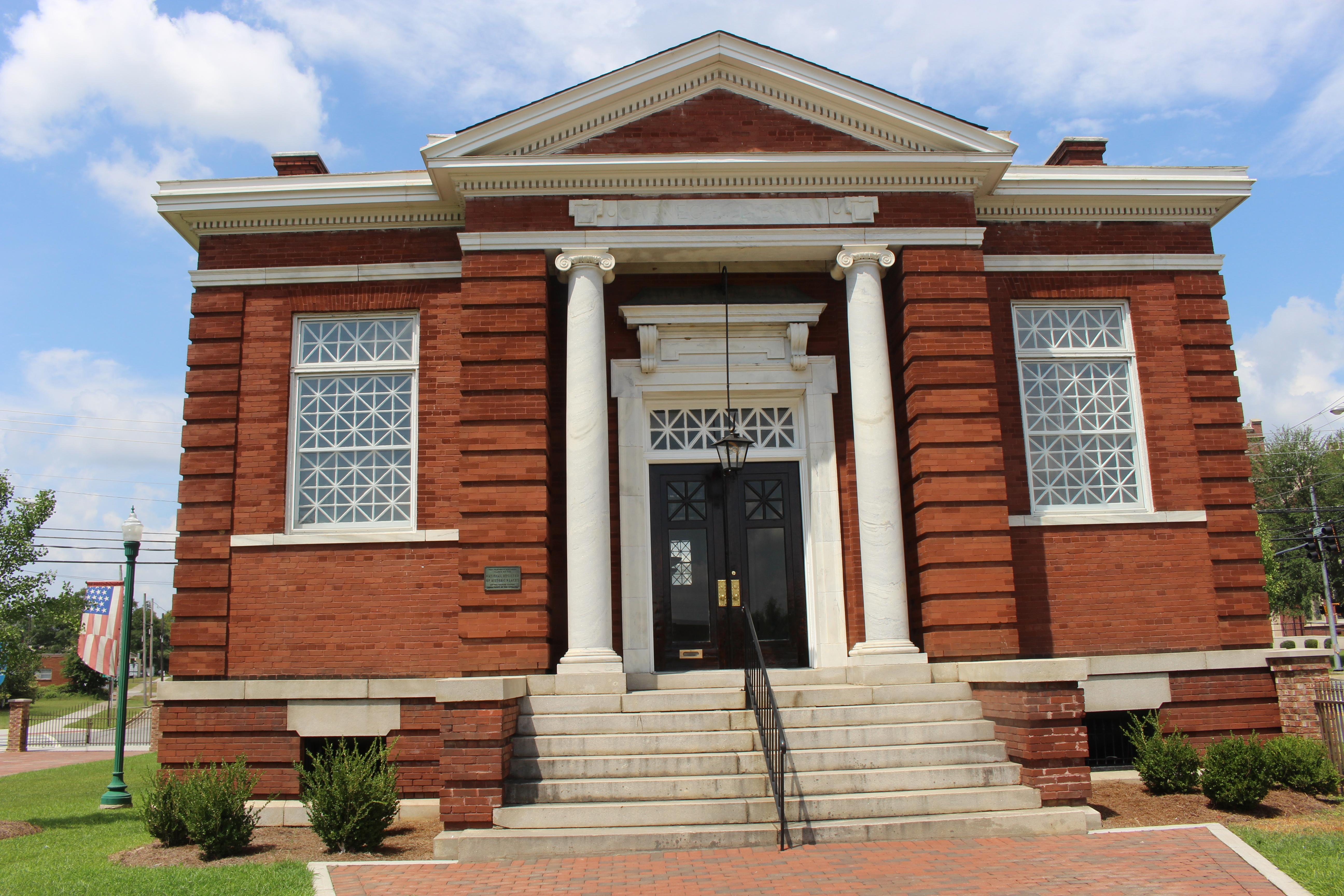
Carnegie Library in Dublin (2016). Das Bibliotheksgebäude entstand im Jahr 1904, größtenteils aus Spenden von Andrew Carnegie finanziert. Es diente bis in die 1960er Jahre als Bücherei und wurde danach vom örtlichen Geschichtsverein in ein Museum umgewandelt. Im Mai 1975 wurde die Carnegie Library als drittes Objekt des County in das NRHP eingetragen.

Neun Bauwerke, Stätten und „historische Bezirke“ (Historic Districts) im Laurens County sind im National Register of Historic Places („Nationales Verzeichnis historischer Orte“; NRHP) eingetragen (Stand 8. Februar 2024), darunter eine afroamerikanische Kirche, eine Bibliothek und das historische Geschäftsviertel von Dublin.

## Orte im Laurens County
Orte im Laurens County mit Einwohnerzahlen der Volkszählung von 2010:
Cities:
- Dublin (County Seat) – 16.201 Einwohner
- Dudley – 571 Einwohner
- East Dublin – 2.441 Einwohner
- Rentz – 295 Einwohner

Towns:
- Allentown – 169 Einwohner
- Cadwell – 528 Einwohner
- Dexter – 575 Einwohner
- Montrose – 215 Einwohner